# Hollywood Swinging
«Hollywood Swinging» es una canción interpretada por la banda estadounidense Kool & the Gang. Fue publicada en abril de 1974 como el tercer y último sencillo de su álbum Wild and Peaceful (1973).

## Lista de canciones
7-inch single – De-Lite DEP 561
1. «Hollywood Swinging» – 4:35
2. «Dujii» – 6:02

## Posicionamiento

### Gráfica semanal
| Gráfica (1974)                                  | Pico de posición |
| ----------------------------------------------- | ---------------- |
| Estados Unidos (Billboard Hot 100)              | 6                |
| Estados Unidos (Billboard Hot Soul Singles)     | 1                |
| Estados Unidos (Cash Box Top 100 Singles)       | 7                |
| Estados Unidos (Cash Box R&B Top 70)            | 1                |
| Estados Unidos (Record World R&B Singles Chart) | 1                |

### Gráfica de fin de año
| Gráfica (1974)                              | Pico de posición |
| ------------------------------------------- | ---------------- |
| Canadá (RPM Top Singles)                    | 147              |
| Estados Unidos (Billboard Hot Soul Singles) | 31               |

## Certificaciones y ventas
| País                                                     | Certificación | Ventas   |
| -------------------------------------------------------- | ------------- | -------- |
| Estados Unidos (RIAA)                                    | Oro           | 500 000* |
| *cifras de ventas basadas únicamente en la certificación |               |          |